# ساشين
ساشين هو مخرج وممثل هندي، ولد في 17 أغسطس 1957 بمومباي في الهند. من الجوائز التي نالها National Film Award for Best Child Artist ‏.

## جوائز
- National Film Award for Best Child Artist [الإنجليزية]‏

## وصلات خارجية
- ساشين على موقع IMDb (الإنجليزية)
- ساشين على موقع أول موفي (الإنجليزية)
- ساشين على موقع قاعدة بيانات الفيلم (الإنجليزية)
- ساشين على موقع كينوبويسك (الروسية)